# Theodor Däubler
Theodor Däubler (Trieste, 17 de agosto de 1876 – St. Blasien, 13 de junio de 1934) fue un escritor y poeta austriaco.
Nacido en Trieste, en la época que fue el principal puerto del Imperio austrohúngaro, su padre era un hombre de negocios originario de Suabia y su madre era silesiana. Pasó su juventud entre Trieste y Venecia creciendo en un contexto familiar y social perfectamente bilingüe italiano-alemán.
Después de graduarse se trasladó junto a su familia a Viena donde permaneció por poco tiempo para iniciar un peregrinaje que lo llevó a visitar las principales ciudades europeas, las cuales fueron Nápoles, Berlín, París y Florencia. En eso período se convirtió en uno de los más importantes exponentes del Expresionismo gracias a su Poema épico La aurora boreal (Das Nordlicht) escrito durante su viaje a Italia, rico en imágenes, sonidos, conceptos religiosos y filosóficos.
Däubler visitó, aparte de Europa, también el Oriente Medio viajes que influenciaron en sus obras que mezclan elementos cristianos y paganos, la cultura clásica mediterránea y la nórdica; oriente y occidente.
Por sus obras fue galardonado con el Premio Goethe, fue un miembro de la Academia de las Artes y presidente de la sección alemana del PEN Club Internacional.
Importantes fueron también sus ensayos como crítico de arte, entre los cuales se incluyen El nuevo punto de vista (1917) y En la lucha por el arte moderno (1919).
Däubler muere, olvidado y en pobreza, en 1934 en St. Blasien a causa de una enfermedad pulmonar.

## Obras
- La aurora boreal (Das Nordlicht) (1910)
- Odas y cantos (Oden und Gesänge) (1913)
- Wir wollen nicht verweilen (1914)
- Hesperien. Eine Symphonie I (1915)
- Der sternhelle Weg (1915)
- Himno a Italia (Hymne an Italien) (1916)
- Hymne an Venedig (1916)
- Mit silberner Sichel (1916)
- Der Standpunkt (1916)
- Im Kampf um die moderne Kunst (1919)
- Die Treppe zum Nordlicht (1920)
- Die Perlen von Venedig (1921)
- Der unheimliche Graf / Der Werwolf / Die fliegenden Dichter (1921)
- El sacro monte Athos (Der heilige Berg Athos) (1923)
- Päan und Dithyrambos (1924)
- Attische Sonette (1924)
- Der Schatz der Insel (1925)
- Aufforderung zur Sonne (1926)
- Bestrickungen Raccolta di novelle (1927)
- La Africana (1928)
- La redada (Der Marmorbruch) (1930)
- Die Göttin mit der Fackel (1931)

## Otros proyectos
- Wikimedia Commons alberga una categoría multimedia sobre Theodor Däubler.

- Datos: Q1937725
- Multimedia: Theodor Däubler / Q1937725